# Shelton (Nebraska)
Shelton é uma vila localizada no estado americano de Nebraska, no Condado de Buffalo.

## Demografia
Segundo o censo americano de 2000, a sua população era de 1140 habitantes.
Em 2006, foi estimada uma população de 1124, um decréscimo de 16 (-1.4%).

## Geografia
De acordo com o United States Census Bureau, a localidade tem uma área de 1,9 km², sem área coberta por água. Shelton localiza-se a aproximadamente 615 m acima do nível do mar.

## Localidades na vizinhança
O diagrama seguinte representa as localidades num raio de 24 km ao redor de Shelton.